# Mohen Leo
Mohen Leo é um supervisor de efeitos visuais estadunidense. Foi indicado ao Oscar de melhores efeitos visuais na edição de 2017 pelo filme Rogue One: A Star Wars Story, ao lado de Neil Corbould, Hal Hickel e John Knoll.